# Свети Никола (Търкане)
Вижте пояснителната страница за други значения на Свети Никола.
„Свети Никола“ (на македонска литературна норма: „Свети Никола“) е възрожденска православна църква в кочанското село Търкане, източната част на Северна Македония. Част е от Брегалнишката епархия на Македонската православна църква – Охридска архиепископия. Църквата е построена в 1830 година. Изписана е в 1868 година. Празничните икони на иконостаса са от 1858 година и са дело на Николай Михайлов.
В триод от храма има приписки: „Знано буди 1883 година падна церквата“, „Този триодонъ е купенъ съ цѣрковни пари 1849“ и „Церквата е правена 1883“. От тях може да се заключи, че храмът е потрадал силно и е направен наново в 1883 г.
Един от зографите, работили при обновата на храма, е Евтим Иванов от Осой, заселил се по-късно в Кочани. В полукупола над западната врата в притвора той е оставил надпис: „Воиимѧа ѿца и сїна и светаго дха сей божествени храмъ на Светаго Ніколаї обновисѧ во лето: 1917: г: ме априлъ дена 4: но това време бѣ с Х. у свещенїкъ Ѧне питропъ Ефремъ Димитрїевъ настоѧтелъ Ефтим Зашовъ и Гуцо Арсофъ изъ руки Ефтимъ: Ивановъ от Дебрско с: Осой + клисаръ Хрланпи Ефтимовъ“.
В 1889 година в църквата работи Исая Джиков, който рисува стенописи и икони. От вътрешната страна над северната врата е запазен надпис: „Вославу стїыѧ единосущныѧ животворѧщиѧ и нераздѣлныѧ троице ѡца и сна итаго дха: иже во богохранимотъ село Таркане исписахсѧ сеи бжестненыі црковъ сти Николае исо вси ѡпщаѧ христианскаѧ помощъ: изруки зуграфъ Исаиѧ ѿ каза деборска ѿ село Осой Џиковъ: 1889: ле.“ Според Асен Василиев стенописите са „безжизнени и пропити с упадъчен вкус“. Иконите в храма според него са по-добри, като например тези на Свети Атанасий, Архангел Михаил, Свети Никола, Света Богородица, датирана „Во лѣто 1883 октомврій 27 д.“, Исус Христос (59 на 95 cm) с надпис: „Си. икони изъ руки Исаиѧ Джиков ѿ село Ѡсоиі: 1883“, Йоан Кръстител, Архангел Гавриил, датирана 1883 г., Свети Илия с надпис: „Сиѧ икона приложи Илчѡ Филиповъ за чадомъ его Кузманъ Миѧилъ Ефтимъ Ћерасимъ Псалтиръ Доца Иѡрдана 1883“. На северната стена на храма е иконата на Свети Георги, надписана „Сиѧ икона приложи Иованъ Миновъ со чадомъ Мино Щерю Ташо Ангеле Гиѡрги 1884“. На южната стена е иконота на Свети Димитър, датирана 1883 г. В храма има творби, приписвани на Кръсте Зограф.